# 2012年夏季奧林匹克運動會火炬傳遞

倫敦奧運聖火傳遞的標誌

2012年夏季奧林匹克運動會火炬傳遞（英語：2012 Summer Olympics Torch Relay；簡稱倫敦奧運聖火傳遞）是指在2012年5月19日在英國地角開始，至7月27日晚上於倫敦奧林匹克公園的倫敦奧林匹克體育場主火炬點燃的傳遞活動。奧運聖火將由8,000名火炬手於70日內在英國境內傳遞。

## 火炬

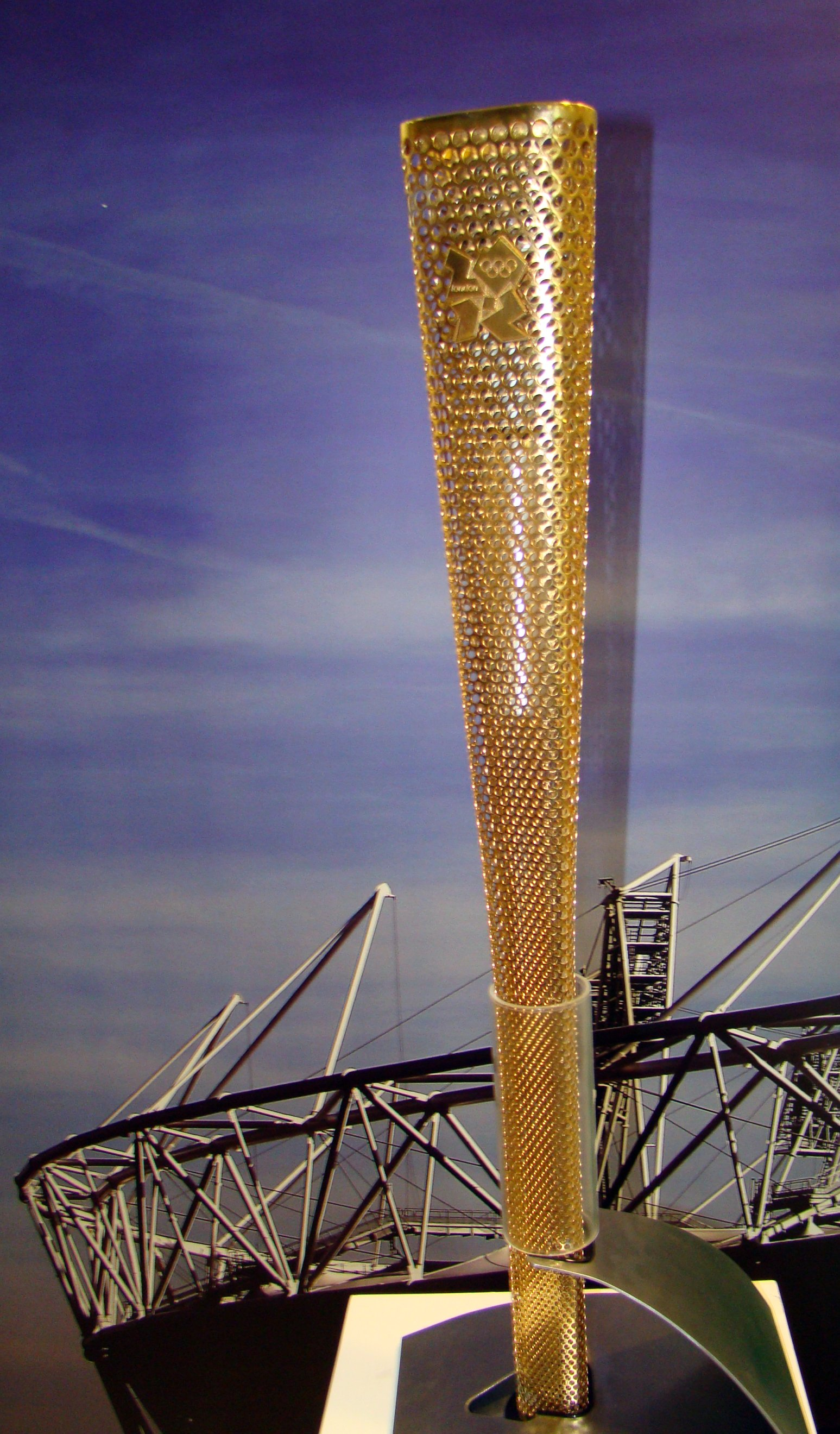
於卡迪夫展示的奧運火炬

本届的火炬高800毫米、重800克，是由居住於英國倫敦東部的愛德華（Edward Barber）及傑伊（Jay Osgerby）設計。火炬的內部及外部均是由鋁合金製造，整支火炬內外共有8,000個圓型的穿孔以減輕火炬的重量，而每一個穿孔比喻一名火炬手；而火炬設計為一個三角形以喻意倫敦第三次主辦奧運會、奧林匹克格言、奧林匹克三大價值觀以及主辦倫敦奧運在教育、體育及文化的三大工作願景。火炬採用金色作為火炬的唯一的顏色以突顯奧運聖火的火焰、素質及亮度。

## 火炬手
是次倫敦奧運聖火傳遞共有8,000名火炬手進行傳遞，當中一半的火炬手介乎12至24歲；而每名火炬手傳遞300米的路程。倫敦奧運組委會已於2011年5月至6月期間收到過萬份成為火炬手的提名申請表，而組委會於同年12月至2012年3月分別向被提名為火炬手的人士進行接觸及確認傳遞地點。火炬傳遞的首名火炬手是曾奪三面奧運金牌的英國帆船運動員本·安斯利（Ben Ainslie）。

## 採集
倫敦奧運聖火於2012年5月10日在希臘奧林匹亞的赫拉神廟按傳統採集方式採集；被採集的聖火將由希臘奧林匹克委員會進行為期八天在希臘國境以內的傳遞。倫敦奧運聖火於5月17日在雅典帕那辛納克體育場進行奧運聖火交接儀式，把聖火交到倫敦奧運組委會；組委會於翌日經英航「BA2012」特別編號航班的飛機把聖火帶到英國赫爾斯頓的皇家海軍基地，以準備在5月19日開始的火炬傳遞活動。

## 傳遞路線

传递路线图

倫敦奧運組委會於2011年5月18日公布火炬傳遞路線；本届奥运火炬接力的全球合作夥伴為可口可樂、莱斯TSB银行（Lloyds TSB）及三星集團。本届奧運火炬傳遞由2012年5月19日於英國地角開始傳遞為序；整個聖火傳遞不會效仿之前幾屆於主辦國以外的地方進行傳遞，火炬傳遞僅於英國本土傳遞70日；而奧運聖火將於7月27日的倫敦奧運開幕典禮時點燃在倫敦奧林匹克體育場的主火炬之上，也為本次火炬火炬傳遞劃上句號。下列列表是為傳遞路線的相關日期及地點：
| 日期    | 主要地點                              | 地圖 |
| ------- | ------------------------------------- | --- |
| 5月19日 | 地角 Land's End Penn an Wlas          | 地角普利茅夫雅息特湯頓布里斯托車特咸窩士打卡迪夫史雲斯亞伯班哥車士打斯托克保頓利物浦道格拉斯 |
| 5月19日 | 普利茅夫 Plymouth                     | 地角普利茅夫雅息特湯頓布里斯托車特咸窩士打卡迪夫史雲斯亞伯班哥車士打斯托克保頓利物浦道格拉斯 |
| 5月20日 | 雅息特 Exeter                         | 地角普利茅夫雅息特湯頓布里斯托車特咸窩士打卡迪夫史雲斯亞伯班哥車士打斯托克保頓利物浦道格拉斯 |
| 5月21日 | 湯頓 Taunton                          | 地角普利茅夫雅息特湯頓布里斯托車特咸窩士打卡迪夫史雲斯亞伯班哥車士打斯托克保頓利物浦道格拉斯 |
| 5月22日 | 布里斯托 Bristol                      | 地角普利茅夫雅息特湯頓布里斯托車特咸窩士打卡迪夫史雲斯亞伯班哥車士打斯托克保頓利物浦道格拉斯 |
| 5月22日 | 巴斯 Bath                             | 地角普利茅夫雅息特湯頓布里斯托車特咸窩士打卡迪夫史雲斯亞伯班哥車士打斯托克保頓利物浦道格拉斯 |
| 5月23日 | 車特咸 Cheltenham                     | 地角普利茅夫雅息特湯頓布里斯托車特咸窩士打卡迪夫史雲斯亞伯班哥車士打斯托克保頓利物浦道格拉斯 |
| 5月24日 | 窩士打 Worcester                      | 地角普利茅夫雅息特湯頓布里斯托車特咸窩士打卡迪夫史雲斯亞伯班哥車士打斯托克保頓利物浦道格拉斯 |
| 5月25日 | 卡迪夫 Cardiff Caerdydd               | 地角普利茅夫雅息特湯頓布里斯托車特咸窩士打卡迪夫史雲斯亞伯班哥車士打斯托克保頓利物浦道格拉斯 |
| 5月26日 | 史雲斯 Swansea Abertawe               | 地角普利茅夫雅息特湯頓布里斯托車特咸窩士打卡迪夫史雲斯亞伯班哥車士打斯托克保頓利物浦道格拉斯 |
| 5月27日 | 亞伯里斯威爾 Aberystwyth              | 地角普利茅夫雅息特湯頓布里斯托車特咸窩士打卡迪夫史雲斯亞伯班哥車士打斯托克保頓利物浦道格拉斯 |
| 5月28日 | 班哥 Bangor                           | 地角普利茅夫雅息特湯頓布里斯托車特咸窩士打卡迪夫史雲斯亞伯班哥車士打斯托克保頓利物浦道格拉斯 |
| 5月29日 | 車士打 Chester                        | 地角普利茅夫雅息特湯頓布里斯托車特咸窩士打卡迪夫史雲斯亞伯班哥車士打斯托克保頓利物浦道格拉斯 |
| 5月30日 | 特倫特河畔斯托克 Stoke-on-Trent       | 地角普利茅夫雅息特湯頓布里斯托車特咸窩士打卡迪夫史雲斯亞伯班哥車士打斯托克保頓利物浦道格拉斯 |
| 5月31日 | 保頓 Bolton                           | 地角普利茅夫雅息特湯頓布里斯托車特咸窩士打卡迪夫史雲斯亞伯班哥車士打斯托克保頓利物浦道格拉斯 |
| 6月1日  | 利物浦 Liverpool                      | 地角普利茅夫雅息特湯頓布里斯托車特咸窩士打卡迪夫史雲斯亞伯班哥車士打斯托克保頓利物浦道格拉斯 |
| 6月2日  | 道格拉斯 Douglas Doolish              | 地角普利茅夫雅息特湯頓布里斯托車特咸窩士打卡迪夫史雲斯亞伯班哥車士打斯托克保頓利物浦道格拉斯 |
| 6月3日  | 岬港 Portrush Port Rois               | 岬港倫敦德里紐里貝爾法斯特 |
| 6月4日  | 倫敦德里 Londonderry Doire Cholmcille | 岬港倫敦德里紐里貝爾法斯特 |
| 6月5日  | 紐里 Newry Iúr Cinn Trá               | 岬港倫敦德里紐里貝爾法斯特 |
| 6月6日  | 都柏林 Dublin Baile Átha Cliath       | 岬港倫敦德里紐里貝爾法斯特 |
| 6月6日  | 貝爾法斯特 Belfast Béal Feirste       | 岬港倫敦德里紐里貝爾法斯特 |
| 6月8日  | 格拉斯哥 Glasgow Glaschu              | 格拉斯哥延文禮士柯克沃爾勒威克劉易斯鴨巴甸登地愛丁堡 |
| 6月9日  | 延文禮士 Inverness Inbhir Nis         | 格拉斯哥延文禮士柯克沃爾勒威克劉易斯鴨巴甸登地愛丁堡 |
| 6月10日 | 柯克沃爾 Kirkwall Bàgh na h-Eaglaise  | 格拉斯哥延文禮士柯克沃爾勒威克劉易斯鴨巴甸登地愛丁堡 |
| 6月10日 | 勒威克 Lerwick Liùrabhaig             | 格拉斯哥延文禮士柯克沃爾勒威克劉易斯鴨巴甸登地愛丁堡 |
| 6月11日 | 劉易斯 Lewis Leòdhas                  | 格拉斯哥延文禮士柯克沃爾勒威克劉易斯鴨巴甸登地愛丁堡 |
| 6月11日 | 鴨巴甸 Aberdeen Obar Dheathain        | 格拉斯哥延文禮士柯克沃爾勒威克劉易斯鴨巴甸登地愛丁堡 |
| 6月12日 | 登地 Dundee Dùn Dèagh                 | 格拉斯哥延文禮士柯克沃爾勒威克劉易斯鴨巴甸登地愛丁堡 |
| 6月13日 | 愛丁堡 Edinburgh Dùn Èideann          | 格拉斯哥延文禮士柯克沃爾勒威克劉易斯鴨巴甸登地愛丁堡 |
| 6月14日 | 安域 Alnwick                          | 安域紐卡素杜倫米杜士堡侯城約克卡萊爾波尼斯黑池曼徹斯特列斯錫菲克利索普斯林肯諾定咸打比伯明翰高雲地利李斯特彼德堡諾域治葉士域治湛士福劍橋盧頓牛津雷丁梳士巴利特魯羅般尼茅夫修咸頓樸茨茅夫白禮頓唐橋井多佛爾美善同僑福 |
| 6月15日 | 紐卡素 Newcastle An Caisteal Nuadh    | 安域紐卡素杜倫米杜士堡侯城約克卡萊爾波尼斯黑池曼徹斯特列斯錫菲克利索普斯林肯諾定咸打比伯明翰高雲地利李斯特彼德堡諾域治葉士域治湛士福劍橋盧頓牛津雷丁梳士巴利特魯羅般尼茅夫修咸頓樸茨茅夫白禮頓唐橋井多佛爾美善同僑福 |
| 6月16日 | 杜倫 Durham                           | 安域紐卡素杜倫米杜士堡侯城約克卡萊爾波尼斯黑池曼徹斯特列斯錫菲克利索普斯林肯諾定咸打比伯明翰高雲地利李斯特彼德堡諾域治葉士域治湛士福劍橋盧頓牛津雷丁梳士巴利特魯羅般尼茅夫修咸頓樸茨茅夫白禮頓唐橋井多佛爾美善同僑福 |
| 6月17日 | 米杜士堡 Middlesbrough                | 安域紐卡素杜倫米杜士堡侯城約克卡萊爾波尼斯黑池曼徹斯特列斯錫菲克利索普斯林肯諾定咸打比伯明翰高雲地利李斯特彼德堡諾域治葉士域治湛士福劍橋盧頓牛津雷丁梳士巴利特魯羅般尼茅夫修咸頓樸茨茅夫白禮頓唐橋井多佛爾美善同僑福 |
| 6月18日 | 侯城 Hull                             | 安域紐卡素杜倫米杜士堡侯城約克卡萊爾波尼斯黑池曼徹斯特列斯錫菲克利索普斯林肯諾定咸打比伯明翰高雲地利李斯特彼德堡諾域治葉士域治湛士福劍橋盧頓牛津雷丁梳士巴利特魯羅般尼茅夫修咸頓樸茨茅夫白禮頓唐橋井多佛爾美善同僑福 |
| 6月19日 | 約克 York                             | 安域紐卡素杜倫米杜士堡侯城約克卡萊爾波尼斯黑池曼徹斯特列斯錫菲克利索普斯林肯諾定咸打比伯明翰高雲地利李斯特彼德堡諾域治葉士域治湛士福劍橋盧頓牛津雷丁梳士巴利特魯羅般尼茅夫修咸頓樸茨茅夫白禮頓唐橋井多佛爾美善同僑福 |
| 6月20日 | 卡萊爾 Carilsle                       | 安域紐卡素杜倫米杜士堡侯城約克卡萊爾波尼斯黑池曼徹斯特列斯錫菲克利索普斯林肯諾定咸打比伯明翰高雲地利李斯特彼德堡諾域治葉士域治湛士福劍橋盧頓牛津雷丁梳士巴利特魯羅般尼茅夫修咸頓樸茨茅夫白禮頓唐橋井多佛爾美善同僑福 |
| 6月21日 | 波尼斯-温達美 Bowness-on-Windermere   | 安域紐卡素杜倫米杜士堡侯城約克卡萊爾波尼斯黑池曼徹斯特列斯錫菲克利索普斯林肯諾定咸打比伯明翰高雲地利李斯特彼德堡諾域治葉士域治湛士福劍橋盧頓牛津雷丁梳士巴利特魯羅般尼茅夫修咸頓樸茨茅夫白禮頓唐橋井多佛爾美善同僑福 |
| 6月22日 | 黑池 Blackpool                        | 安域紐卡素杜倫米杜士堡侯城約克卡萊爾波尼斯黑池曼徹斯特列斯錫菲克利索普斯林肯諾定咸打比伯明翰高雲地利李斯特彼德堡諾域治葉士域治湛士福劍橋盧頓牛津雷丁梳士巴利特魯羅般尼茅夫修咸頓樸茨茅夫白禮頓唐橋井多佛爾美善同僑福 |
| 6月23日 | 曼徹斯特 Manchester                   | 安域紐卡素杜倫米杜士堡侯城約克卡萊爾波尼斯黑池曼徹斯特列斯錫菲克利索普斯林肯諾定咸打比伯明翰高雲地利李斯特彼德堡諾域治葉士域治湛士福劍橋盧頓牛津雷丁梳士巴利特魯羅般尼茅夫修咸頓樸茨茅夫白禮頓唐橋井多佛爾美善同僑福 |
| 6月24日 | 列斯 Leeds                            | 安域紐卡素杜倫米杜士堡侯城約克卡萊爾波尼斯黑池曼徹斯特列斯錫菲克利索普斯林肯諾定咸打比伯明翰高雲地利李斯特彼德堡諾域治葉士域治湛士福劍橋盧頓牛津雷丁梳士巴利特魯羅般尼茅夫修咸頓樸茨茅夫白禮頓唐橋井多佛爾美善同僑福 |
| 6月25日 | 錫菲 Sheffield                        | 安域紐卡素杜倫米杜士堡侯城約克卡萊爾波尼斯黑池曼徹斯特列斯錫菲克利索普斯林肯諾定咸打比伯明翰高雲地利李斯特彼德堡諾域治葉士域治湛士福劍橋盧頓牛津雷丁梳士巴利特魯羅般尼茅夫修咸頓樸茨茅夫白禮頓唐橋井多佛爾美善同僑福 |
| 6月26日 | 克利索普斯 Cleethorpes                | 安域紐卡素杜倫米杜士堡侯城約克卡萊爾波尼斯黑池曼徹斯特列斯錫菲克利索普斯林肯諾定咸打比伯明翰高雲地利李斯特彼德堡諾域治葉士域治湛士福劍橋盧頓牛津雷丁梳士巴利特魯羅般尼茅夫修咸頓樸茨茅夫白禮頓唐橋井多佛爾美善同僑福 |
| 6月27日 | 林肯 Lincoln                          | 安域紐卡素杜倫米杜士堡侯城約克卡萊爾波尼斯黑池曼徹斯特列斯錫菲克利索普斯林肯諾定咸打比伯明翰高雲地利李斯特彼德堡諾域治葉士域治湛士福劍橋盧頓牛津雷丁梳士巴利特魯羅般尼茅夫修咸頓樸茨茅夫白禮頓唐橋井多佛爾美善同僑福 |
| 6月28日 | 諾定咸 Nottingham                     | 安域紐卡素杜倫米杜士堡侯城約克卡萊爾波尼斯黑池曼徹斯特列斯錫菲克利索普斯林肯諾定咸打比伯明翰高雲地利李斯特彼德堡諾域治葉士域治湛士福劍橋盧頓牛津雷丁梳士巴利特魯羅般尼茅夫修咸頓樸茨茅夫白禮頓唐橋井多佛爾美善同僑福 |
| 6月29日 | 打比 Derby                            | 安域紐卡素杜倫米杜士堡侯城約克卡萊爾波尼斯黑池曼徹斯特列斯錫菲克利索普斯林肯諾定咸打比伯明翰高雲地利李斯特彼德堡諾域治葉士域治湛士福劍橋盧頓牛津雷丁梳士巴利特魯羅般尼茅夫修咸頓樸茨茅夫白禮頓唐橋井多佛爾美善同僑福 |
| 6月30日 | 伯明翰 Birmingham                     | 安域紐卡素杜倫米杜士堡侯城約克卡萊爾波尼斯黑池曼徹斯特列斯錫菲克利索普斯林肯諾定咸打比伯明翰高雲地利李斯特彼德堡諾域治葉士域治湛士福劍橋盧頓牛津雷丁梳士巴利特魯羅般尼茅夫修咸頓樸茨茅夫白禮頓唐橋井多佛爾美善同僑福 |
| 7月1日  | 高雲地利 Coventry                     | 安域紐卡素杜倫米杜士堡侯城約克卡萊爾波尼斯黑池曼徹斯特列斯錫菲克利索普斯林肯諾定咸打比伯明翰高雲地利李斯特彼德堡諾域治葉士域治湛士福劍橋盧頓牛津雷丁梳士巴利特魯羅般尼茅夫修咸頓樸茨茅夫白禮頓唐橋井多佛爾美善同僑福 |
| 7月2日  | 李斯特 Leicester                      | 安域紐卡素杜倫米杜士堡侯城約克卡萊爾波尼斯黑池曼徹斯特列斯錫菲克利索普斯林肯諾定咸打比伯明翰高雲地利李斯特彼德堡諾域治葉士域治湛士福劍橋盧頓牛津雷丁梳士巴利特魯羅般尼茅夫修咸頓樸茨茅夫白禮頓唐橋井多佛爾美善同僑福 |
| 7月3日  | 彼德堡 Peterborough                   | 安域紐卡素杜倫米杜士堡侯城約克卡萊爾波尼斯黑池曼徹斯特列斯錫菲克利索普斯林肯諾定咸打比伯明翰高雲地利李斯特彼德堡諾域治葉士域治湛士福劍橋盧頓牛津雷丁梳士巴利特魯羅般尼茅夫修咸頓樸茨茅夫白禮頓唐橋井多佛爾美善同僑福 |
| 7月4日  | 諾域治 Norwich                        | 安域紐卡素杜倫米杜士堡侯城約克卡萊爾波尼斯黑池曼徹斯特列斯錫菲克利索普斯林肯諾定咸打比伯明翰高雲地利李斯特彼德堡諾域治葉士域治湛士福劍橋盧頓牛津雷丁梳士巴利特魯羅般尼茅夫修咸頓樸茨茅夫白禮頓唐橋井多佛爾美善同僑福 |
| 7月5日  | 葉士域治 Ipswich                      | 安域紐卡素杜倫米杜士堡侯城約克卡萊爾波尼斯黑池曼徹斯特列斯錫菲克利索普斯林肯諾定咸打比伯明翰高雲地利李斯特彼德堡諾域治葉士域治湛士福劍橋盧頓牛津雷丁梳士巴利特魯羅般尼茅夫修咸頓樸茨茅夫白禮頓唐橋井多佛爾美善同僑福 |
| 7月6日  | 湛士福 Chelmsford                     | 安域紐卡素杜倫米杜士堡侯城約克卡萊爾波尼斯黑池曼徹斯特列斯錫菲克利索普斯林肯諾定咸打比伯明翰高雲地利李斯特彼德堡諾域治葉士域治湛士福劍橋盧頓牛津雷丁梳士巴利特魯羅般尼茅夫修咸頓樸茨茅夫白禮頓唐橋井多佛爾美善同僑福 |
| 7月7日  | 劍橋 Cambridge                        | 安域紐卡素杜倫米杜士堡侯城約克卡萊爾波尼斯黑池曼徹斯特列斯錫菲克利索普斯林肯諾定咸打比伯明翰高雲地利李斯特彼德堡諾域治葉士域治湛士福劍橋盧頓牛津雷丁梳士巴利特魯羅般尼茅夫修咸頓樸茨茅夫白禮頓唐橋井多佛爾美善同僑福 |
| 7月8日  | 盧頓 Luton                            | 安域紐卡素杜倫米杜士堡侯城約克卡萊爾波尼斯黑池曼徹斯特列斯錫菲克利索普斯林肯諾定咸打比伯明翰高雲地利李斯特彼德堡諾域治葉士域治湛士福劍橋盧頓牛津雷丁梳士巴利特魯羅般尼茅夫修咸頓樸茨茅夫白禮頓唐橋井多佛爾美善同僑福 |
| 7月9日  | 牛津 Oxford                           | 安域紐卡素杜倫米杜士堡侯城約克卡萊爾波尼斯黑池曼徹斯特列斯錫菲克利索普斯林肯諾定咸打比伯明翰高雲地利李斯特彼德堡諾域治葉士域治湛士福劍橋盧頓牛津雷丁梳士巴利特魯羅般尼茅夫修咸頓樸茨茅夫白禮頓唐橋井多佛爾美善同僑福 |
| 7月10日 | 雷丁 Reading                          | 安域紐卡素杜倫米杜士堡侯城約克卡萊爾波尼斯黑池曼徹斯特列斯錫菲克利索普斯林肯諾定咸打比伯明翰高雲地利李斯特彼德堡諾域治葉士域治湛士福劍橋盧頓牛津雷丁梳士巴利特魯羅般尼茅夫修咸頓樸茨茅夫白禮頓唐橋井多佛爾美善同僑福 |
| 7月11日 | 梳士巴利 Salisbury                    | 安域紐卡素杜倫米杜士堡侯城約克卡萊爾波尼斯黑池曼徹斯特列斯錫菲克利索普斯林肯諾定咸打比伯明翰高雲地利李斯特彼德堡諾域治葉士域治湛士福劍橋盧頓牛津雷丁梳士巴利特魯羅般尼茅夫修咸頓樸茨茅夫白禮頓唐橋井多佛爾美善同僑福 |
| 7月11日 | 海維康 High Wycombe                   | 安域紐卡素杜倫米杜士堡侯城約克卡萊爾波尼斯黑池曼徹斯特列斯錫菲克利索普斯林肯諾定咸打比伯明翰高雲地利李斯特彼德堡諾域治葉士域治湛士福劍橋盧頓牛津雷丁梳士巴利特魯羅般尼茅夫修咸頓樸茨茅夫白禮頓唐橋井多佛爾美善同僑福 |
| 7月12日 | 特魯羅 Truro Truru                    | 安域紐卡素杜倫米杜士堡侯城約克卡萊爾波尼斯黑池曼徹斯特列斯錫菲克利索普斯林肯諾定咸打比伯明翰高雲地利李斯特彼德堡諾域治葉士域治湛士福劍橋盧頓牛津雷丁梳士巴利特魯羅般尼茅夫修咸頓樸茨茅夫白禮頓唐橋井多佛爾美善同僑福 |
| 7月13日 | 般尼茅夫 Bournemouth                  | 安域紐卡素杜倫米杜士堡侯城約克卡萊爾波尼斯黑池曼徹斯特列斯錫菲克利索普斯林肯諾定咸打比伯明翰高雲地利李斯特彼德堡諾域治葉士域治湛士福劍橋盧頓牛津雷丁梳士巴利特魯羅般尼茅夫修咸頓樸茨茅夫白禮頓唐橋井多佛爾美善同僑福 |
| 7月14日 | 修咸頓 Southampton                    | 安域紐卡素杜倫米杜士堡侯城約克卡萊爾波尼斯黑池曼徹斯特列斯錫菲克利索普斯林肯諾定咸打比伯明翰高雲地利李斯特彼德堡諾域治葉士域治湛士福劍橋盧頓牛津雷丁梳士巴利特魯羅般尼茅夫修咸頓樸茨茅夫白禮頓唐橋井多佛爾美善同僑福 |
| 7月15日 | 根西 Guernsey                         | 安域紐卡素杜倫米杜士堡侯城約克卡萊爾波尼斯黑池曼徹斯特列斯錫菲克利索普斯林肯諾定咸打比伯明翰高雲地利李斯特彼德堡諾域治葉士域治湛士福劍橋盧頓牛津雷丁梳士巴利特魯羅般尼茅夫修咸頓樸茨茅夫白禮頓唐橋井多佛爾美善同僑福 |
| 7月15日 | 澤西 Jersey                           | 安域紐卡素杜倫米杜士堡侯城約克卡萊爾波尼斯黑池曼徹斯特列斯錫菲克利索普斯林肯諾定咸打比伯明翰高雲地利李斯特彼德堡諾域治葉士域治湛士福劍橋盧頓牛津雷丁梳士巴利特魯羅般尼茅夫修咸頓樸茨茅夫白禮頓唐橋井多佛爾美善同僑福 |
| 7月15日 | 樸茨茅夫 Portsmouth                   | 安域紐卡素杜倫米杜士堡侯城約克卡萊爾波尼斯黑池曼徹斯特列斯錫菲克利索普斯林肯諾定咸打比伯明翰高雲地利李斯特彼德堡諾域治葉士域治湛士福劍橋盧頓牛津雷丁梳士巴利特魯羅般尼茅夫修咸頓樸茨茅夫白禮頓唐橋井多佛爾美善同僑福 |
| 7月16日 | 白禮頓 Brighton                       | 安域紐卡素杜倫米杜士堡侯城約克卡萊爾波尼斯黑池曼徹斯特列斯錫菲克利索普斯林肯諾定咸打比伯明翰高雲地利李斯特彼德堡諾域治葉士域治湛士福劍橋盧頓牛津雷丁梳士巴利特魯羅般尼茅夫修咸頓樸茨茅夫白禮頓唐橋井多佛爾美善同僑福 |
| 7月17日 | 唐橋井 Tunbridge Wells                | 安域紐卡素杜倫米杜士堡侯城約克卡萊爾波尼斯黑池曼徹斯特列斯錫菲克利索普斯林肯諾定咸打比伯明翰高雲地利李斯特彼德堡諾域治葉士域治湛士福劍橋盧頓牛津雷丁梳士巴利特魯羅般尼茅夫修咸頓樸茨茅夫白禮頓唐橋井多佛爾美善同僑福 |
| 7月18日 | 多佛爾 Dover                          | 安域紐卡素杜倫米杜士堡侯城約克卡萊爾波尼斯黑池曼徹斯特列斯錫菲克利索普斯林肯諾定咸打比伯明翰高雲地利李斯特彼德堡諾域治葉士域治湛士福劍橋盧頓牛津雷丁梳士巴利特魯羅般尼茅夫修咸頓樸茨茅夫白禮頓唐橋井多佛爾美善同僑福 |
| 7月19日 | 美善同 Maidstone                      | 安域紐卡素杜倫米杜士堡侯城約克卡萊爾波尼斯黑池曼徹斯特列斯錫菲克利索普斯林肯諾定咸打比伯明翰高雲地利李斯特彼德堡諾域治葉士域治湛士福劍橋盧頓牛津雷丁梳士巴利特魯羅般尼茅夫修咸頓樸茨茅夫白禮頓唐橋井多佛爾美善同僑福 |
| 7月20日 | 僑福 Guildford                        | 安域紐卡素杜倫米杜士堡侯城約克卡萊爾波尼斯黑池曼徹斯特列斯錫菲克利索普斯林肯諾定咸打比伯明翰高雲地利李斯特彼德堡諾域治葉士域治湛士福劍橋盧頓牛津雷丁梳士巴利特魯羅般尼茅夫修咸頓樸茨茅夫白禮頓唐橋井多佛爾美善同僑福 |
| 7月21日 | 窩咸森林 Waltham Forest               | 窩咸森林貝克斯利灣斯禾夫伊靈夏靈基西敏倫敦奧林匹克體育場 |
| 7月22日 | 貝克斯利 Bexley                       | 窩咸森林貝克斯利灣斯禾夫伊靈夏靈基西敏倫敦奧林匹克體育場 |
| 7月23日 | 灣斯禾夫 Wandsworth                   | 窩咸森林貝克斯利灣斯禾夫伊靈夏靈基西敏倫敦奧林匹克體育場 |
| 7月24日 | 伊靈 Ealing                           | 窩咸森林貝克斯利灣斯禾夫伊靈夏靈基西敏倫敦奧林匹克體育場 |
| 7月25日 | 夏靈基 Haringey                       | 窩咸森林貝克斯利灣斯禾夫伊靈夏靈基西敏倫敦奧林匹克體育場 |
| 7月26日 | 西敏 Westminster                      | 窩咸森林貝克斯利灣斯禾夫伊靈夏靈基西敏倫敦奧林匹克體育場 |
| 7月27日 | 倫敦體育場 London Stadium             | 窩咸森林貝克斯利灣斯禾夫伊靈夏靈基西敏倫敦奧林匹克體育場 |

## 備註
1. 1 2  倫敦奧運組委會於2011年12月8日宣布奧運聖火傳遞加入愛爾蘭的都柏林為其中一站，於2012年6月6日傳遞，成為是次傳遞活動唯一一個英國境外傳遞的城市[8]

## 資料來源
1. 1 2  . 2012年倫敦奧運會和帕運會官方網站.   [2012年2月23日]. （原始内容存档于2012年2月27日） （英语）.
2. 1 2 3 4  . 英國廣播公司. 2011年5月18日  [2012年2月23日]. （原始内容存档于2011年5月18日） （英语）.
3. ↑   (PDF). 2012年倫敦奧運會和残奥會官网. 2011年6月  [2012年2月24日]. （原始内容 (PDF)存档于2012年2月27日） （英语）.
4. ↑  . 2012年倫敦奧運會和残奥會官方網頁.   [2012年2月23日]. （原始内容存档于2012年2月27日） （英语）.
5. ↑  . 2012年倫敦奧運會和残奥會官方網頁. 2012-05-10  [2012-05-14]. （原始内容存档于2012-05-15） （英语）.
6. ↑  . 2012年倫敦奧運會和残奥會官网.   [2012年2月23日]. （原始内容存档于2012年2月27日） （英语）.
7. ↑  . 2012年倫敦奧運會和残奥會官网.   [2012年2月24日]. （原始内容存档于2012年2月27日） （英语）.
8. ↑  . 爱尔兰时报(Irish Times).   [2011年12月8日]. （原始内容存档于2012年9月8日） （英语）.
9. 1 2 3  . 2012年倫敦奧運會和残奥會官网.   [2012年2月23日]. （原始内容存档于2012年4月24日） （英语）.

## 外部連結
- 倫敦奧運聖火傳遞官方網頁